# Flubber – A szórakozott professzor
A Flubber – A szórakozott professzor (eredeti cím: Flubber) 1997-ben bemutatott amerikai sci-fi filmvígjáték, melyet John Hughes forgatókönyvéből Les Mayfield rendezett, zenéjét Danny Elfman szerezte. A film az 1961-es A szórakozott professzor remake-je. A főbb szerepekben Robin Williams, Marcia Gay Harden, Christopher McDonald, Ted Levine, Raymond J. Barry, Wil Wheaton és Clancy Brown látható, Jodi Benson szinkronszerepben tűnik fel. 
Az Amerikai Egyesült Államokban 1997. november 26-án bemutatott film bevételi szempontból sikeres volt, de negatív kritikákat kapott.

## Cselekmény
Philip Brainard professzor a Medfield főiskolán dolgozó őrült tudós. Új energiaforrást próbál kifejleszteni, részben abból a célból, hogy megmentse a tanintézményt az anyagi csődtől. Kutatásai miatt elhanyagolja menyasszonyát, Sara Jean Reynoldst, a főiskola elnöknőjét. Brainard már két alkalommal elfeledkezett esküvőjükről, feldühítve ezzel Sarát. A harmadik ceremónia napján a professzort felkeresi egykori munkatársa, Wilson Croft, aki korábban több ötletét is ellopta és most Sara elcsábítását is tervezgeti. Brainard legújabb kísérlete ígéretesnek bizonyul, emiatt ismét távol marad az esküvőtől – sikerül kifejlesztenie egy öntudattal rendelkező zöld ragacsot, mely roppant rugalmas és mozgékony. Irányíthatatlanná válva a pattogó anyag zűrzavart okoz a környékbeli házakban, de a professzor végül csapdába ejti. Weebo, Brainard lebegő robotja ötlete alapján a professzor „rugalmas ragacs”, vagyis „Rugacs” (az eredetiben a "flying rubber", azaz "repülő gumi" szóból "Flubber") névre kereszteli el találmányát. 
Brainard másnap reggelig folytatja Rugacs megzabolázására törekvő kísérleteit, ekkor szembesül azzal, hogy rosszul állította be ébresztőóráját és lekéste az esküvőjét. Sikertelenül próbálja kiengesztelni Sarát, bemutatva neki Rugacsot, de a nő szakít vele. A professzor ettől még elszántabban kezdi keresni Rugacs gyakorlati hasznát, hogy lenyűgözze és visszaszerezze szerelmét. Ezalatt a Medfield támogatója, Chester Hoenicker csalódott, amiért Brainard megbuktatta kémiából a fiát. Két emberét, Smitht és Wessont elküldi a tanár házába, annak meggyőzésére/megzsarolására. Brainard túl elfoglalt a Rugaccsal, mintsem észrevegye a betolakodókat, de akaratlanul mégis ártalmatlanná teszi őket, miután egy Rugaccsal bekent golf-, illetve bowlinggolyóval kiüti mindkettőjüket. Az anyaggal sikerül repülésre bírnia régi Ford autóját és utazás közben szemtanúja lesz Sara és Wilson flörtölésének (fogadást kötnek, ha a Medfield kosárcsapata nyeri a következő meccset, a nő meghívja Wilsont vacsorára, ellenkező esetben együtt töltik a hétvégét). Weebo megpróbál szerelmet vallani megalkotójának, ám ő nem veszi komolyan, ezért a robot egy Sylvia nevű gyönyörű, emberformájú hologramot kreál. Mielőtt megcsókolhatná az alvó professzort, az felébred egy briliáns ötlettel: a kosármeccs előtt Rugaccsal keni be az ügyetlen és teljesen esélytelennek tűnő Medfield-játékosok cipőjét, így azok emberfeletti, a gravitációt meghazudtoló ugrásokkal és trükkökkel legyőzik a rivális Rutland csapatát.
A professzor otthonában az unatkozó Weebo szabadon engedi Rugacsot, amely táncot lejt és nagy felfordulást okoz. Sara továbbra sem áll szóba Brainarddal, hazatérve Weebo rögzíti a férfi őszinte vallomását (mely szerint szórakozottságát a nő iránti szerelme okozza). A bűntudatos Weebo, aki korábban elfelejtette emlékeztetni gazdáját az esküvőre, megmutatja a felvételt Sarának és ezzel ismét összehozza a párt. A professzor megmutatja Sarának a Rugacs képességeit és terveket eszelnek ki annak profitálására. Hoenicker is tudomást szerez a különös anyagról, de Brainard és Sara nem adja el neki azt, ezért Smith és Wesson ismét betör Brainard házába. Weebo szembeszáll velük, de Wesson egy baseballütővel végzetes csapást mér rá. A hazatérő Brainard és Sara felfedezi Weebo roncsait és Rugacs elrablását. Weebo korábban biztonsági mentést csinált magáról és egy holografikus videót is rögzített, amelyben bevallja szerelmét a professzornak.
Brainard és Sara felkeresi Hoenicker otthonát, látszólag elfogadva a férfi feltételeit. Wilson is a milliomosnak dolgozik és szintén Rugacsra és az érte járó profitra fáj a foga. A professzor és szerelme szabadon engedi Rugacsot, a segítségével legyőzik Wilsont, Hoenickert és csatlósait, elegendő pénzt szereznek a főiskola megmentésére és végül sikeresen összeházasodnak. A film végén Rugaccsal és Weebo „lányával”, Weebette-tel repülő autójukon Hawaii-ra utaznak, miközben Weebette váltig azt hajtogatja, nem fogja megosztani szállodai szobáját Rugaccsal.

## Szereplők
| Színész                | Szerep                          | Magyar hang          |
| ---------------------- | ------------------------------- | -------------------- |
| Robin Williams         | Philip Brainard professzor      | Mikó István          |
| Marcia Gay Harden      | Dr. Sara Jean Reynolds          | Kiss Mari            |
| Christopher McDonald   | Wilson Croft                    | Rubold Ödön          |
| Jodi Benson            | Weebo (hangja)                  | Kocsis Judit         |
| Leslie Stefanson       | Sylvia, Weebo emberi hologramja |                      |
| Raymond J. Barry       | Chester Hoenicker               | Fülöp Zsigmond       |
| Clancy Brown           | Smith                           | Szabó Sipos Barnabás |
| Ted Levine             | Wesson                          | Gáti Oszkár          |
| Wil Wheaton            | Bennett Hoenicker               | Hamvas Dániel        |
| Edie McClurg           | Martha George                   | Némedi Mari          |
| Sam Lloyd              | Willy Barker edző               | Salinger Gábor       |
| Scott Michael Campbell | Dale Jepner                     | Gerő Gábor           |
| Bob Sarlatte           | Rutland edző                    | Kőszegi Ákos         |
| Scott Martin Gershin   | Flubber (hangja)                |                      |
| Julie Morrison         | Weebette (hangja)               |                      |

## Fogadtatás

### Bevételi adatok
A 80 millió dolláros költségvetésből készült film az Amerikai Egyesült Államokban és Kanadában 93 millió, a többi országban 85 millió dolláros bevételt termelt, összebevétele így 178 millió dollár lett.
Az amerikai mozikban első helyen nyitott a hálaadás hétvégéjén, a Alien 4. – Feltámad a Halál című film vetélytársaként, mely szintén ekkor debütált. A Flubber még a második hétvégén is vezető pozícióban volt, majd a harmadik héttől a Sikoly 2. vette át tőle az első helyet.

### Kritikai visszhang
A film negatív kritikákat kapott. A Rotten Tomatoes weboldalon 34 kritika alapján 24%-os értékelést ért el. Az oldal összegzése szerint: „azzal, hogy túlságosan a speciális effektekre és az unalmas helyzetkomikumra fókuszál, a Flubber elherdálja a szereplők és a stáb hatalmas tehetségét”.

## Fordítás
- Ez a szócikk részben vagy egészben  a   Flubber (film) című angol Wikipédia-szócikk fordításán alapul.  Az eredeti cikk szerkesztőit annak laptörténete sorolja fel. Ez a jelzés csupán a megfogalmazás eredetét és a szerzői jogokat jelzi, nem szolgál a cikkben szereplő információk forrásmegjelöléseként.

## Kapcsolódó filmek
- A szórakozott professzor (1961)
- Vigyázat, feltaláló! (1963)